# Geisbach
Der Geisbach, oft auch einfach nur Geis genannt, ist ein 22 Kilometer langer, linker Zufluss der Fulda im Landkreis Hersfeld-Rotenburg in Hessen (Deutschland). Die Geis ist ein Wasserlauf II. Ordnung.

## Name
Erstmals schriftlich genannt wird der Geisbach in einer gefälschten Urkunde, die vor dem Jahr 1057 erstellt wurde. In dieser wird der Fluss als Geysaha bezeichnet. Die Namensendung -aha bedeutet 'Fließgewässer'. Das Bestimmungswort ist unsicher zu deuten. Es könnte mit indogermanisch *ghei- für 'antreiben, bewegt sein' in Zusammenhang stehen oder auch eine Verwandtschaft mit gotisch *(us-)gais-jan (='jemanden erschrecken') haben.

## Geographie
Der kleine Fluss entsteht nur wenig außerhalb des Dorfes Salzberg in der Gemeinde Neuenstein im Knüllgebirge. Südlich von Salzberg fließen mehrere Quellen zusammen, die von den Hängen der Teufelskanzel (575 m ü. NHN), des Eisenbergs (635 m ü. NHN) und der dazwischen liegenden Donnerkaute herunter kommen.
Die Geis durchfließt die Neuensteiner Ortsteile Salzberg, Raboldshausen, Saasen, Aua und Obergeis, wobei die Geis zunächst in nordöstliche Richtung verläuft und dann, den Holnsteinkopf (ca. 580 m ü. NHN) umfließend, in südöstlicher Richtung einschwenkt. Zwischen Saasen und Aua unterquert sie die Bundesautobahn 7. Zwischen Aua und Obergeis überspannt die Geisbach-Talbrücke der Schnellfahrstrecke Hannover–Würzburg den Fluss und die Bundesautobahn. Dann nimmt sie oberhalb von Obergeis den von Westen herankommenden Erzebach auf und fließt weiter durch die Neuensteiner Ortsteile Obergeis, Untergeis und Gittersdorf.
Danach folgt der Hersfelder Stadtteil Allmershausen und nach etwa drei Kilometern erreicht die Geis die Innenstadt von Bad Hersfeld, wo sie die Altstadt im Norden und Osten umfließt. Am Ende des ab 2011 neu gestalteten Schilde-Park verläuft die Geis weiter östlich der Stadt unterirdisch weiter, bis sie im Süden nach etwa 700 m in die Fulda mündet.
Nur etwa 200 Meter flussabwärts mündet auch die Haune in die Fulda.

## Geschichte
Der alte Lauf Geis durchfloss die Altstadt (Unterstadt) von Bad Hersfeld, die Geis speiste aber auch den Stadtgraben. Nachdem dieser um das Jahr 1800 zugeschüttet wurde, wurde ein paralleler Lauf um die Altstadt herum geschaffen. Dieser Lauf wurde Fliegengeis genannt. Mitte des 20. Jahrhunderts wurde der alte Lauf der Geis in der Altstadt zugeschüttet.

### Nutzung der Wasserkraft
In der Altstadt von Bad Hersfeld, wo der alte Lauf der Geis war, gab es seit langem Mühlen. Mit dem zunehmenden Handwerk der Tuchmacher, ab dem 15. Jahrhundert, wurden immer mehr Walkmühlen an der Geis gebaut. Im Jahr 1895 gab es im Geistal, bis nach Untergeis, vierzehn Mühlen, sechs davon waren in der Stadt.
Erst mit dem Aufkommen der Tuchfabriken um das Jahr 1850 und der nachfolgenden Einführung von Walkmaschinen mit Dampfantrieb wurden die Wassermühlen nicht mehr gebraucht. Heute hat keine der ehemaligen Mühlen mehr ein Mühlrad. Viele von ihnen wurden zu normalen Wohnhäusern umgebaut, einige werden gastronomisch genutzt. Zwei Mühlen haben statt des Mühlrades heute eine Turbine zur Stromerzeugung in Betrieb.
Die Wasserkraft des Geisbaches verursachte im Tal aber auch mehrfach erhebliche Schäden. Die heftigsten Hochwasser gab es in den Jahren 1876, 1956, 1981 und 1996.